# Siiri Sisask

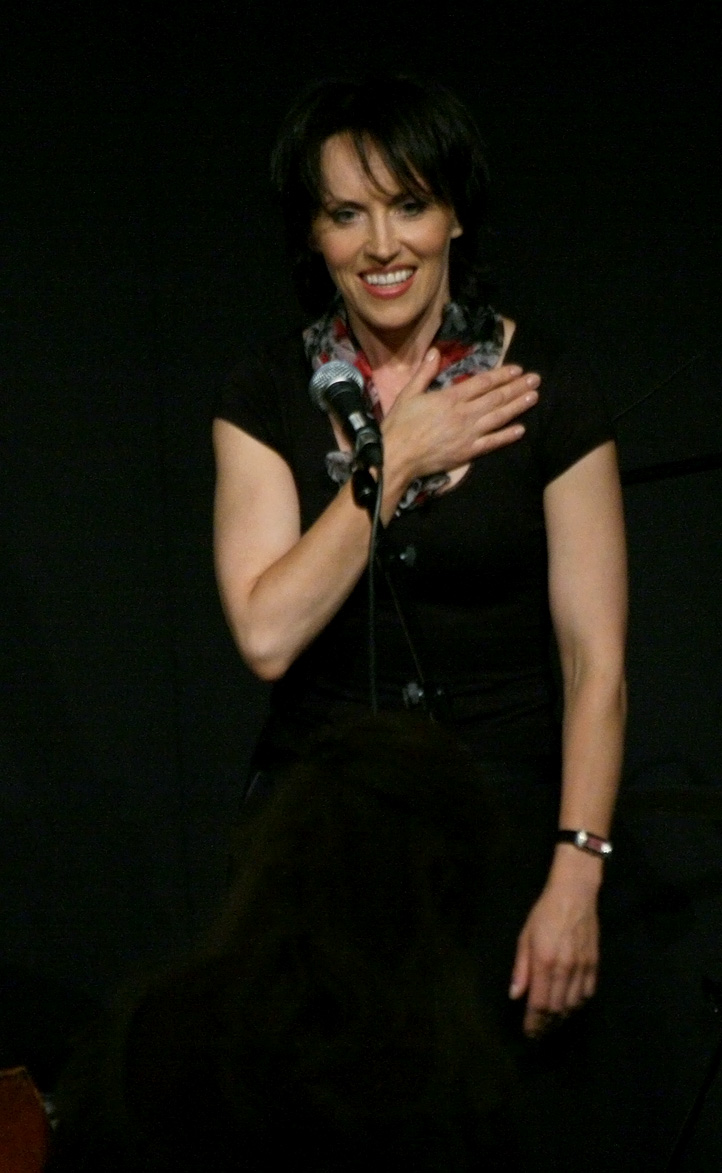
Siiri Sisask (Wien 2011)

Siiri Sisask (* 21. September 1968 in Rapla) ist eine estnische Sängerin und Politikerin.

## Frühe Jahre
Siiri Sisask stand seit ihrer frühesten Jugend auf der Bühne und wirkte in vielen estnischen Fernsehsendungen und Filmen mit. 1985 gewann sie den Nachwuchswettbewerb Kaks takti ette des estnischen Fernsehens. 1987 machte sie ihr Abitur am Abendgymnasium von Tallinn.

## Sängerin
Von 1987 bis 1989 war Siiri Sisask als Künstlerin an der Staatlichen Estnischen Philharmonie tätig. Von 1988 bis 1992 trat sie unter anderem im Varieté des Hotels Tallinn sowie auf Fährschiffen mit Gesang und Kleinkunst auf. Von 1992 bis 2003 war sie freischaffende Künstlerin. Sie wurde nach der Wiedererlangung der Unabhängigkeit Estlands eine der erfolgreichsten Rock-, Jazz- und Chansonsängerinnen des Landes. Siiri Sisask komponiert viele Stücke selbst. Daneben trat sie in zahlreichen Musicals auf. 1993 erhielt sie die Goldene Schallplatte des Radiosenders Kuku Raadio.

## Politikerin
2003 trat Siiri Sisask der Partei Res Publica bei, die sie von 2003 bis 2007 als Abgeordnete im estnischen Parlament (Riigikogu) vertrat. Daneben setzt sie sich besonders für die Belange von Kindern ein. 2002 veröffentlichte sie zusammen mit ihrem Sohn Jost Sisask das Kinderbuch Head ööd, maga hästi. 2001 wurde ihr die UNICEF-Verdienstmedaille verliehen.

## Diskographie
- First Acoustic Graffity (1996)
- Mis maa see on (1998)
- Jälg (2002)
- Laulud hingest… (2003)
- We've Been a While (2003)
- Kuu lõhn (2005)
- Ole mu palve (2005, DVD)
- Teine jälg (2006)
- Lingua Mea (Jazz’n’Arts 2011; mit Kristjan Randalu, Carsten Netz, Oliver Potratz, Paul Wiltgen, Helenos String Quartet)
- Hommikupuu (2012)

## Filmografie
- 1986: Spiele für Schulkinder (Naerata ometi)

## Privatleben
Siiri Sisask ist geschieden und hat einen Sohn. Sie ist die Schwester des estnischen Komponisten Urmas Sisask (1960–2022).